# Isthmian League
Isthmian League (oficiálním názvem dle sponzora BetVictor Isthmian League) je sedmá a zároveň osmá nejvyšší fotbalová soutěž v Anglii (společně se Southern Football League a Northern Premier League). Geograficky zahrnuje Londýn a jihovýchod Anglie. Soutěž byla založena v roce 1905 pro kluby sídlící v Londýně a jeho okolí.

## Sponzorské názvy soutěže
- 1905–1973: bez hlavního sponzora (Isthmian League)
- 1973–1977: Rothmans League
- 1977–1978: Michael Lawrie League
- 1978–1982: Berger League
- 1982–1985: Servowarm League
- 1985–1990: Vauxhall-Opel League
- 1990–1991: Vauxhall League
- 1991–1995: Diadora League
- 1995–1997: ICIS League
- 1997–2017: Ryman League[1]
- 2017–2019: Bostik League[2]
- 2019–: BetVictor League

## Vítězové
| Sezóna  | Isthmian League            |
| ------- | -------------------------- |
| 1905/06 | London Caledonians         |
| 1906/07 | Ilford                     |
| 1907/08 | London Caledonians         |
| 1908/09 | Bromley                    |
| 1909/10 | Bromley                    |
| 1910/11 | Clapton                    |
| 1911/12 | London Caledonians         |
| 1912/13 | London Caledonians         |
| 1913/14 | London Caledonians         |
| 1914-19 | Nehráno kvůli 1. sv. válce |
| 1919    | Leytonstone                |
| 1919/20 | Dulwich Hamlet             |
| 1920/21 | Ilford                     |
| 1921/22 | Ilford                     |
| 1922/23 | Clapton                    |
| 1923/24 | St Albans City             |
| 1924/25 | London Caledonians         |
| 1925/26 | Dulwich Hamlet             |
| 1926/27 | St Albans City             |
| 1927/28 | St Albans City             |
| 1928/29 | Nunhead                    |
| 1929/30 | Nunhead                    |
| 1930/31 | Wimbledon                  |
| 1931/32 | Wimbledon                  |
| 1932/33 | Dulwich Hamlet             |
| 1933/34 | Kingstonian                |
| 1934/35 | Wimbledon                  |
| 1935/36 | Wimbledon                  |
| 1936/37 | Kingstonian                |
| 1937/38 | Leytonstone                |
| 1938/39 | Leytonstone                |
| 1939-45 | Nehráno kvůli 2. sv. válce |
| 1945/46 | Walthamstow Avenue         |
| 1946/47 | Leytonstone                |
| 1947/48 | Leytonstone                |
| 1948/49 | Dulwich Hamlet             |
| 1949/50 | Leytonstone                |
| 1950/51 | Leytonstone                |
| 1951/52 | Leytonstone                |
| 1952/53 | Walthamstow Avenue         |
| 1953/54 | Bromley                    |
| 1954/55 | Walthamstow Avenue         |
| 1955/56 | Wycombe Wanderers          |
| 1956/57 | Wycombe Wanderers          |
| 1957/58 | Tooting & Mitcham United   |
| 1958/59 | Wimbledon                  |
| 1959/60 | Tooting & Mitcham United   |
| 1960/61 | Bromley                    |
| 1961/62 | Wimbledon                  |
| 1962/63 | Wimbledon                  |
| 1963/64 | Wimbledon                  |
| 1964/65 | Hendon                     |
| 1965/66 | Leytonstone                |
| 1966/67 | Sutton United              |
| 1967/68 | Enfield                    |
| 1968/69 | Enfield                    |
| 1969/70 | Enfield                    |
| 1970/71 | Wycombe Wanderers          |
| 1971/72 | Wycombe Wanderers          |
| 1972/73 | Hendon                     |

Před sezónou 1973/74 byla přidána nižší divize Second Division.
| Sezóna  | First Division    | Second Division |
| ------- | ----------------- | --------------- |
| 1973/74 | Wycombe Wanderers | Dagenham        |
| 1974/75 | Wycombe Wanderers | Staines Town    |
| 1975/76 | Enfield           | Tilbury         |
| 1976/77 | Enfield           | Boreham Wood    |

Před sezónou 1977/78 byla přidána vyšší divize Premier Division.
| Sezóna  | Premier Division     | First Division     | Second Division  |
| ------- | -------------------- | ------------------ | ---------------- |
| 1977/78 | Enfield              | Dulwich Hamlet     | Epsom & Ewell    |
| 1978/79 | Barking              | Harrow Borough     | Farnborough Town |
| 1979/80 | Enfield              | Leytonstone/Ilford | Billericay Town  |
| 1980/81 | Slough Town          | Bishop's Stortford | Feltham          |
| 1981/82 | Leytonstone & Ilford | Wokingham Town     | Worthing         |
| 1982/83 | Wycombe Wanderers    | Worthing           | Clapton          |
| 1983/84 | Harrow Borough       | Windsor & Eton     | Basildon United  |

Před sezónou 1984/85 byla Second Division rozdělena na dvě skupiny - North a South.
| Sezóna  | Premier Division   | First Division     | Second Division North | Second Division South |
| ------- | ------------------ | ------------------ | --------------------- | --------------------- |
| 1984/85 | Sutton United      | Farnborough Town   | Leyton Wingate        | Grays Athletic        |
| 1985/86 | Sutton United      | St Albans City     | Stevenage Borough     | Southwick             |
| 1986/87 | Wycombe Wanderers  | Leytonstone/Ilford | Chesham United        | Woking                |
| 1987/88 | Yeovil Town        | Marlow             | Wivenhoe Town         | Chalfont St Peter     |
| 1988/89 | Leytonstone/Ilford | Staines Town       | Harlow Town           | Dorking               |
| 1989/90 | Slough Town        | Wivenhoe Town      | Heybridge Swifts      | Yeading               |
| 1990/91 | Redbridge Forest   | Chesham United     | Stevenage Borough     | Abingdon Town         |

Před sezónou 1991/92 byly skupiny Second Division North a Second Division South sloučeny do jedné. Navíc byla přidána nižší divize Third Division.
| Sezóna    | Premier Division       | First Division     | Second Division          | Third Division       |
| --------- | ---------------------- | ------------------ | ------------------------ | -------------------- |
| 1991/92   | Woking                 | Stevenage Borough  | Purfleet                 | Edgware Town         |
| 1992/93   | Chesham United         | Hitchin Town       | Worthing                 | Aldershot Town       |
| 1993/94   | Stevenage Borough      | Bishop's Stortford | Newbury Town             | Bracknell Town       |
| 1994/95   | Enfield                | Boreham Wood       | Thame United             | Collier Row          |
| 1995/96   | Hayes                  | Oxford City        | Canvey Island            | Horsham              |
| 1996/97   | Yeovil Town            | Chesham United     | Collier Row & Romford    | Wealdstone           |
| 1997/98   | Kingstonian            | Aldershot Town     | Canvey Island            | Hemel Hempstead Town |
| 1998/99   | Sutton United          | Canvey Island      | Bedford Town             | Ford United          |
| 1999/2000 | Dagenham & Redbridge   | Croydon            | Hemel Hempstead Town     | East Thurrock United |
| 2000/01   | Farnborough Town       | Boreham Wood       | Tooting & Mitcham United | Arlesey Town         |
| 2001/02   | Gravesend & Northfleet | Ford United        | Lewes                    | Croydon Athletic     |

Před sezónou 2002/03 proběhla velká reorganizace soutěže. First Division byla rozdělena na dvě skupiny - Division One North a Division One South. Second Division byla přejmenována na Division Two; Third Division byla zrušena
| Sezóna  | Premier Division | Division One North | Division One South  | Division Two  |
| ------- | ---------------- | ------------------ | ------------------- | ------------- |
| 2002/03 | Aldershot Town   | Northwood          | Carshalton Athletic | Cheshunt      |
| 2003/04 | Canvey Island    | Yeading            | Lewes               | Leighton Town |

Před sezónou 2004/05 byly skupiny Division One North a Division One South sloučeny do jedné.
| Sezóna  | Premier Division | Division One  | Division Two |
| ------- | ---------------- | ------------- | ------------ |
| 2004/05 | Yeading          | AFC Wimbledon | Ilford       |
| 2005/06 | Braintree Town   | Ramsgate      | Ware         |

Před sezónou 2006/07 byla Division One rozdělena na dvě skupiny - North a South; Division Two byla zrušena.
| Sezóna  | Premier Division           | Division One North   | Division One South       |
| ------- | -------------------------- | -------------------- | ------------------------ |
| 2006/07 | Hampton & Richmond Borough | Hornchurch           | Maidstone United         |
| 2007/08 | Chelmsford City            | Dartford             | Dover Athletic           |
| 2008/09 | Dover Athletic             | Aveley               | Kingstonian              |
| 2009/10 | Dartford                   | Lowestoft Town       | Croydon Athletic         |
| 2010/11 | Sutton United              | East Thurrock United | Metropolitan Police      |
| 2011/12 | Billericay Town            | Leiston              | Whitehawk                |
| 2012/13 | Whitehawk                  | Grays Athletic       | Dulwich Hamlet           |
| 2013/14 | Wealdstone                 | VCD Athletic         | Peacehaven & Telscombe   |
| 2014/15 | Maidstone United           | Needham Market       | Burgess Hill Town        |
| 2015/16 | Hampton & Richmond Borough | Sudbury              | Folkestone Invicta       |
| 2016/17 | Havant & Waterlooville     | Brightlingsea Regent | Tooting & Mitcham United |
| 2017/18 | Billericay Town            | Hornchurch           | Carshalton Athletic      |

Před sezónou 2018/19 proběhla velká reorganizace soutěže. Division One South byla rozdělena na dvě skupiny - South Central Division a South East Division. Division One North byla přejmenována na North Division.
| Sezóna  | Premier Division                   | North Division                     | South Central Division             | South East Division                |
| ------- | ---------------------------------- | ---------------------------------- | ---------------------------------- | ---------------------------------- |
| 2018/19 | Dorking Wanderers                  | Bowers & Pitsea                    | Hayes & Yeading United             | Cray Wanderers                     |
| 2019/20 | Nedohráno kvůli pandemii covidu-19 | Nedohráno kvůli pandemii covidu-19 | Nedohráno kvůli pandemii covidu-19 | Nedohráno kvůli pandemii covidu-19 |